# Béla Rerrich
Béla "Póci" Dezsö Rerrich, född 26 november 1917 i Budapest, död 24 juni 2005, var en ungersk fäktare och OS-medaljör. Från 1957 var han bosatt Sverige, där han blev en betydelsefull tränare inom fäktsporten.
Rerrich var fyrfaldig ungersk mästare i värja. Han gjorde sin första landslagsmatch för Ungern 1937, och var sedan medlem i landslaget i 20 år. Under OS i Melbourne 1956 erövrade han och hans lagkamrater lagsilvret i värja. Under de olympiska spelen bröt Ungernrevolten ut, och Rerrich beslöt att inte återvända till Ungern.
Hösten 1958 fick Rerrich anställning som fäktmästare på deltid vid Föreningen för fäktkonstens främjande i Stockholm, men lämnade redan efter ett år för det nybildade DIF fäktning. Rerrich förblev DIF:s fäktmästare fram till sin död. Han fick stor betydelse för svensk fäktning; bland hans elever finns OS-guldmedaljörer i både modern femkamp och lagvärja.